# 後台駅
後台駅（ごだいえき）は、茨城県那珂市後台字宿東にある、東日本旅客鉄道（JR東日本）水郡線の駅である。

## 歴史
- 1935年（昭和10年）9月1日：国有鉄道の駅として開業[2]。旅客のみ取扱い[2]。当時の表記は「後臺」[3]。
- 1941年（昭和16年）8月10日：営業休止[2]。
- 1953年（昭和28年）2月1日：営業再開[2]。気動車の旅客のみを取り扱う駅員無配置駅[4]。
- 1987年（昭和62年）4月1日：国鉄分割民営化により、JR東日本の駅となる[2]。
- 2001年（平成13年）5月8日：簡易型自動券売機設置[5]。

## 駅構造
単式ホーム1面1線を有する地上駅。水郡線統括センター（上菅谷駅）管理の無人駅で、乗車駅証明書発行機が設置されている。
駅前に駐輪場、乗客送迎用駐車場、公衆トイレが整備されている。

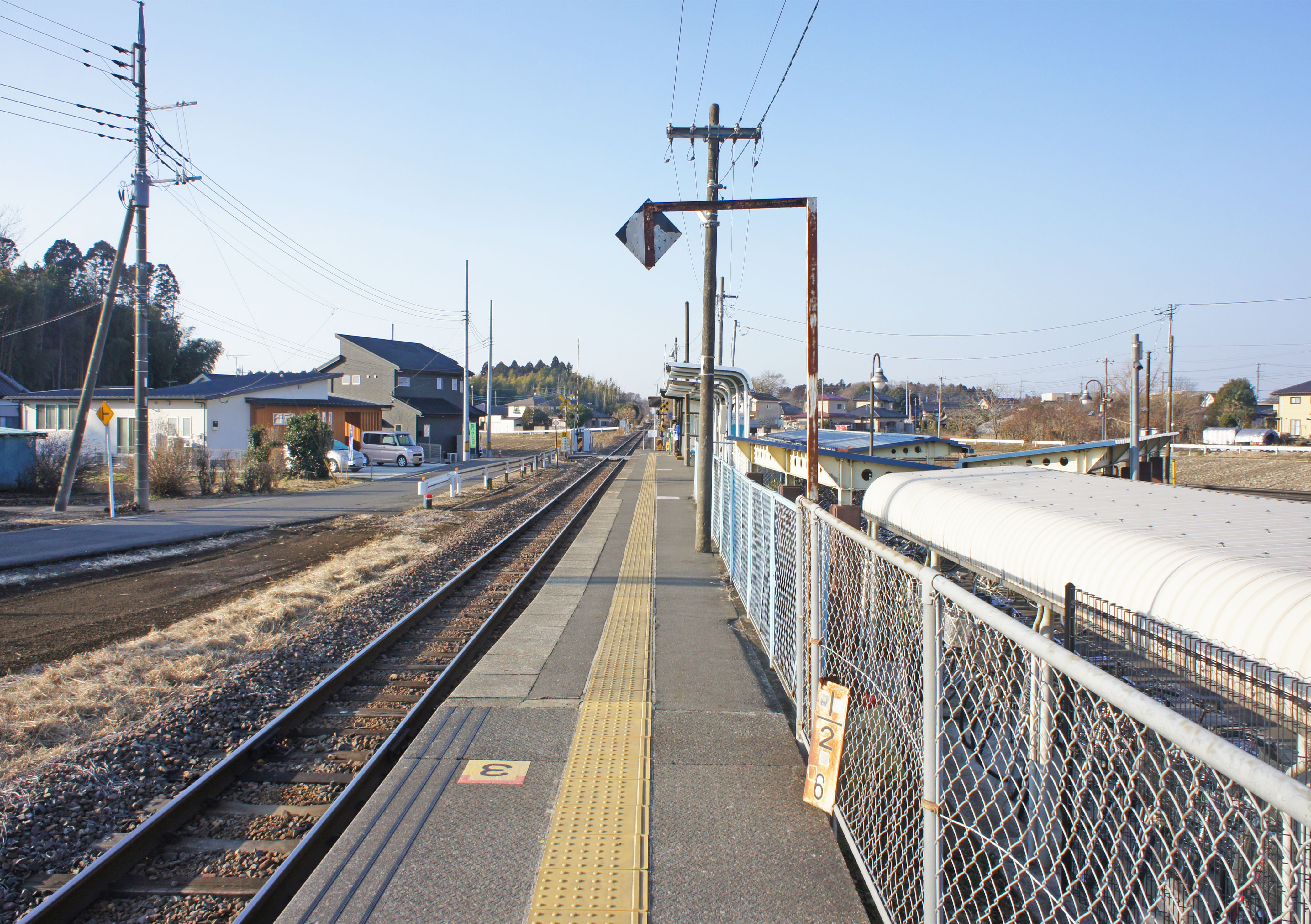
ホーム（2022年2月）
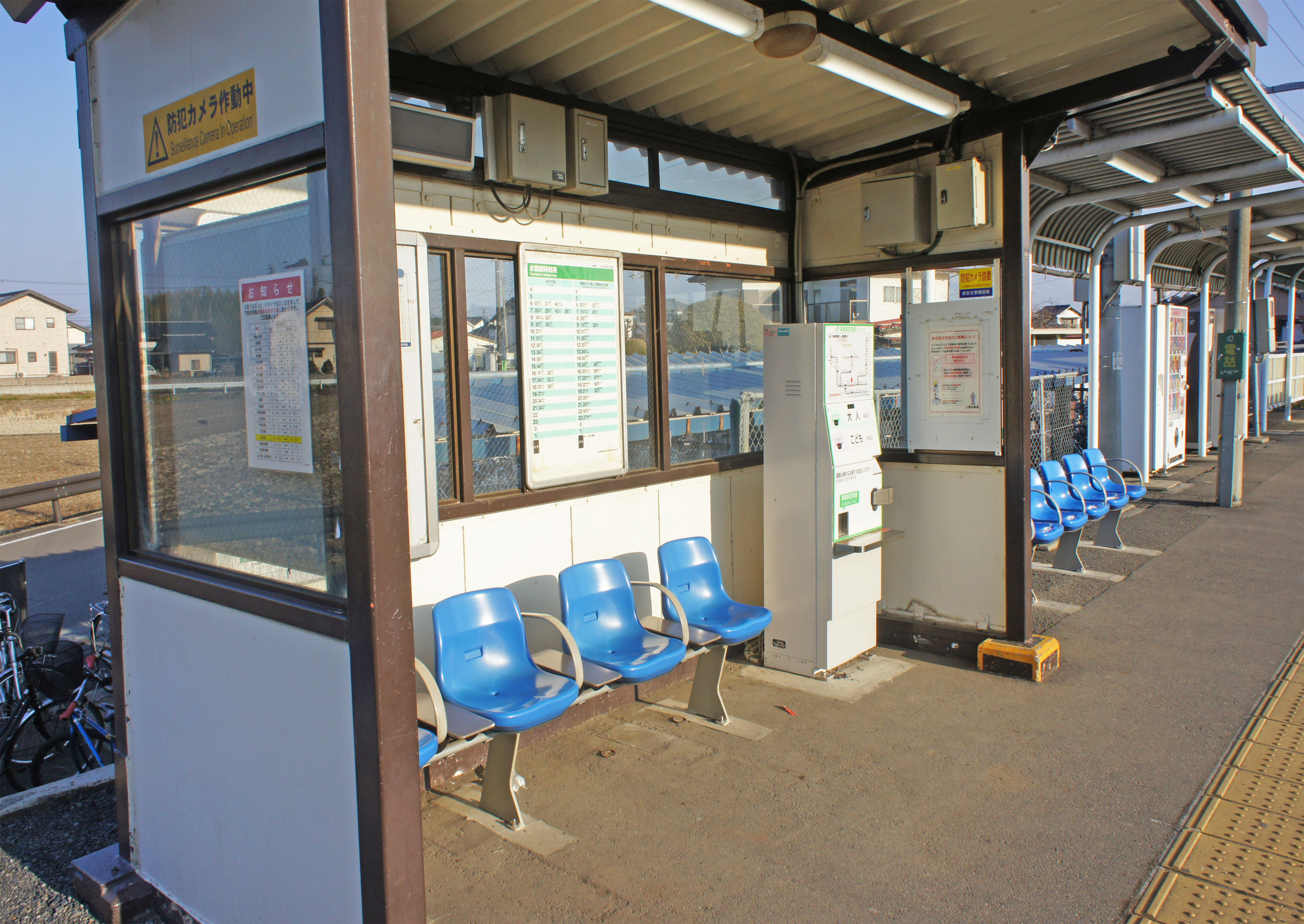
待合室（2022年2月）

## 駅周辺
駅周辺には住宅地が広がっているほか、複数の教育機関が立地している。周辺の地名は那珂市後台（ごだい）であるが、施設名の表記では後台と五台（ごだい、旧村名、1955年合併により那珂町）が混在している。
- 茨城県立那珂高等学校
- 茨城県立水戸農業高等学校
- 茨城県立茨城学園
- 茨城女子短期大学・附属幼稚園
- 那珂市立五台小学校
- 那珂五台郵便局
- 国道349号
- 茨城交通「後台駅入口」停留所[6]

## 隣の駅
東日本旅客鉄道（JR東日本）
■水郡線
常陸津田駅 - 後台駅 - 下菅谷駅